# Romboedre
Un romboedre o rombòedre és un poliedre de sis cares (hexaedre, de les quals totes són rombes idèntics. No es tracta d'un poliedre regular, perquè encara que les seves cares són totes iguals, no són polígons regulars.
El romboedre és un paral·lelepípede capaç d'omplir l'espai.